# علي عوانة
علي عوانة المصعبي (مواليد 3 نوفمبر 1997) لاعب كرة قدم إماراتي يجيد اللعب في الوسط لعب سابقاً مع نادي بني ياس في دوري الخليج العربي الإماراتي.